# Campeonato Europeo de Baloncesto Femenino de 2001
El XXVIII Campeonato Europeo de Baloncesto Femenino se celebró en Francia entre el 14 y el 23 de septiembre de 2001 bajo la denominación EuroBasket Femenino 2001. El evento fue organizado por la Confederación Europea de Baloncesto (FIBA Europa) y la Federación Francesa de Baloncesto.
Un total de doce selecciones nacionales afiliadas a FIBA Europa compitieron por el título de campeón europeo, cuyo aanterior portador era el equipo de Polonia, vencedor del EuroBasket 1999. 
La selección anfitriona se adjudicó la medalla de oro al derrotar en la final al equipo de Rusia con un marcador de 73-68. En el partido por el tercer puesto el conjunto de España venció al de Lituania.

## Organización

### Sedes
| Foto | Grupo      | Ciudad     | Instalación         |
| ---- | ---------- | ---------- | ------------------- |
|      | A          | Orléans    | Palacio de Deportes |
|      | B          | Gravelines | Sportica            |
|      | Fase final | Le Mans    | Antarès             |

### Grupos
| Grupo A    | Grupo B         |
| ---------- | --------------- |
| Francia    | Rusia           |
| España     | Eslovaquia      |
| Yugoslavia | República Checa |
| Polonia    | Lituania        |
| Rumania    | Grecia          |
| Ucrania    | Hungría         |

## Primera fase
- Todos los partidos en la hora local de Francia (UTC+2).

### Grupo A
| Equipo     | J | G | P | PF  | PC  | DP  | PTS |
| ---------- | - | - | - | --- | --- | --- | --- |
| Francia    | 5 | 5 | 0 | 406 | 320 | +86 | 10  |
| España     | 5 | 3 | 2 | 397 | 344 | +53 | 8   |
| Polonia    | 5 | 3 | 2 | 354 | 329 | +25 | 8   |
| Yugoslavia | 5 | 3 | 2 | 383 | 373 | +10 | 8   |
| Rumania    | 5 | 1 | 4 | 315 | 404 | -89 | 6   |
| Ucrania    | 5 | 0 | 5 | 322 | 407 | -85 | 5   |

- Resultados

| Fecha | Hora  | Partido¹   | Partido¹ | Partido¹   | Resultado |
| ----- | ----- | ---------- | -------- | ---------- | --------- |
| 14.09 | 15:00 | Yugoslavia | -        | Ucrania    | 83-62     |
| 14.09 | 17:30 | España     | -        | Polonia    | 78-68     |
| 14.09 | 20:00 | Rumania    | -        | Francia    | 52-91     |
| 15.09 | 15:00 | Ucrania    | -        | España     | 65-93     |
| 15.09 | 17:30 | Polonia    | -        | Rumania    | 76-55     |
| 15.09 | 20:00 | Francia    | -        | Yugoslavia | 88-67     |
| 16.09 | 15:00 | Rumania    | -        | España     | 61-83     |
| 16.09 | 17:30 | Francia    | -        | Ucrania    | 84-71     |
| 16.09 | 20:00 | Yugoslavia | -        | Polonia    | 66-83     |
| 18.09 | 15:00 | Ucrania    | -        | Rumania    | 67-86     |
| 18.09 | 17:30 | España     | -        | Yugoslavia | 79-80     |
| 18.09 | 20:00 | Polonia    | -        | Francia    | 66-73     |
| 19.09 | 15:00 | Yugoslavia | -        | Rumania    | 87-61     |
| 19.09 | 17:30 | Polonia    | -        | Ucrania    | 61-57     |
| 19.09 | 20:00 | Francia    | -        | España     | 70-64     |

- (¹) – Todos en Orléans.

### Grupo B
| Equipo          | J | G | P | PF  | PC  | DP  | PTS |
| --------------- | - | - | - | --- | --- | --- | --- |
| Rusia           | 5 | 4 | 1 | 356 | 276 | +80 | 9   |
| Lituania        | 5 | 4 | 1 | 371 | 358 | +13 | 9   |
| Hungría         | 5 | 3 | 2 | 317 | 302 | +15 | 8   |
| Eslovaquia      | 5 | 2 | 3 | 337 | 341 | -4  | 7   |
| Grecia          | 5 | 1 | 4 | 319 | 380 | -61 | 6   |
| República Checa | 5 | 1 | 4 | 328 | 371 | -43 | 6   |

- Resultados

| Fecha | Hora  | Partido¹        | Partido¹ | Partido¹        | Resultado |
| ----- | ----- | --------------- | -------- | --------------- | --------- |
| 14.09 | 15:00 | Grecia          | -        | Lituania        | 75-78     |
| 14.09 | 17:30 | República Checa | -        | Eslovaquia      | 70-85     |
| 14.09 | 20:00 | Hungría         | -        | Rusia           | 65-61     |
| 15.09 | 15:00 | Lituania        | -        | República Checa | 82-80     |
| 15.09 | 17:30 | Eslovaquia      | -        | Hungría         | 56-61     |
| 15.09 | 20:00 | Rusia           | -        | Grecia          | 80-35     |
| 16.09 | 15:00 | Hungría         | -        | República Checa | 55-57     |
| 16.09 | 17:30 | Rusia           | -        | Lituania        | 78-70     |
| 16.09 | 20:00 | Grecia          | -        | Eslovaquia      | 74-81     |
| 18.09 | 15:00 | Lituania        | -        | Hungría         | 65-62     |
| 18.09 | 17:30 | República Checa | -        | Grecia          | 67-72     |
| 18.09 | 20:00 | Eslovaquia      | -        | Rusia           | 52-60     |
| 19.09 | 15:00 | Grecia          | -        | Hungría         | 53-74     |
| 19.09 | 17:30 | Eslovaquia      | -        | Lituania        | 63-76     |
| 19.09 | 20:00 | Rusia           | -        | República Checa | 77-54     |

- (¹) – Todos en Gravelines.

## Fase final
- Todos los partidos en la hora local de Francia (UTC+2).

|  | Cuartos de final | Cuartos de final |          |         | Semifinales      | Semifinales      |          |              | Final            | Final            |  |
|  | 21 de septiembre | 21 de septiembre |          |         | 22 de septiembre | 22 de septiembre |          |              | 23 de septiembre | 23 de septiembre |  |
|  |                  |                  |          |         |                  |                  |          |              |                  |                  |  |
|  |                  |                  |          |         |                  |                  |          |              |                  |                  |  |
|  | Francia          | 72               |          |         |                  |                  |          |              |                  |                  |  |
|  | Francia          | 72               |          |         |                  |                  |          |              |                  |                  |  |
|  | Eslovaquia       | 56               |          |         |                  |                  |          |              |                  |                  |  |
|  | Eslovaquia       | 56               |          | Francia | 75               |                  |          |              |                  |                  |  |
|  |                  |                  |          | Francia | 75               |                  |          |              |                  |                  |  |
|  |                  |                  | Lituania | 44      |                  |                  |          |              |                  |                  |  |
|  | Lituania         | 83               | Lituania | 44      |                  |                  |          |              |                  |                  |  |
|  | Lituania         | 83               |          |         |                  |                  |          |              |                  |                  |  |
|  | Polonia          | 81               |          |         |                  |                  |          |              |                  |                  |  |
|  | Polonia          | 81               |          |         |                  |                  |          | Francia      | 73               |                  |  |
|  |                  |                  |          |         |                  |                  |          | Francia      | 73               |                  |  |
|  |                  |                  | Rusia    | 68      |                  |                  |          |              |                  |                  |  |
|  | Rusia            | 64               | Rusia    | 68      |                  |                  |          |              |                  |                  |  |
|  | Rusia            | 64               |          |         |                  |                  |          |              |                  |                  |  |
|  | Yugoslavia       | 59               |          |         |                  |                  |          |              |                  |                  |  |
|  | Yugoslavia       | 59               |          | Rusia   | 74               |                  |          | Tercer lugar | Tercer lugar     |                  |  |
|  |                  |                  |          | Rusia   | 74               |                  |          | Tercer lugar | Tercer lugar     |                  |  |
|  |                  |                  | España   | 59      |                  |                  |          |              |                  |                  |  |
|  | España           | 71               | España   | 59      |                  |                  | Lituania | 74           |                  |                  |  |
|  | España           | 71               |          |         |                  |                  | Lituania | 74           |                  |                  |  |
|  | Hungría          | 60               |          |         |                  |                  |          |              | España           | 89               |  |
|  | Hungría          | 60               |          |         |                  |                  |          |              | España           | 89               |  |
|  |                  |                  |          |         |                  |                  |          |              |                  |                  |  |

### Cuartos de final
| Fecha | Hora  | Partido¹ | Partido¹ | Partido¹   | Resultado |
| ----- | ----- | -------- | -------- | ---------- | --------- |
| 21.09 | 13:15 | Rusia    | -        | Yugoslavia | 64-59     |
| 21.09 | 15:30 | España   | -        | Hungría    | 71-60     |
| 21.09 | 17:45 | Francia  | -        | Eslovaquia | 72-56     |
| 21.09 | 20:00 | Lituania | -        | Polonia    | 83-81     |

- (¹) – Todos en Le Mans.

### Semifinales
| Fecha | Hora  | Partido¹ | Partido¹ | Partido¹ | Resultado |
| ----- | ----- | -------- | -------- | -------- | --------- |
| 22.09 | 16:30 | Francia  | -        | Lituania | 75-44     |
| 22.09 | 18:45 | Rusia    | -        | España   | 74-59     |

- (¹) – En Le Mans.

### Tercer lugar
| Fecha | Hora  | Partido¹ | Partido¹ | Partido¹ | Resultado |
| ----- | ----- | -------- | -------- | -------- | --------- |
| 23.09 | 13:45 | Lituania | -        | España   | 74-89     |

- (¹) – En Le Mans.

### Final
| Fecha | Hora  | Partido¹ | Partido¹ | Partido¹ | Resultado |
| ----- | ----- | -------- | -------- | -------- | --------- |
| 23.09 | 16:00 | Francia  | -        | Rusia    | 73-68     |

- (¹) – En Le Mans.

### Partidos de clasificación
5.º a 8.º lugar
| Fecha | Hora  | Partido¹   | Partido¹ | Partido¹ | Resultado |
| ----- | ----- | ---------- | -------- | -------- | --------- |
| 22.09 | 09:15 | Yugoslavia | -        | Hungría  | 78-58     |
| 22.09 | 11:30 | Eslovaquia | -        | Polonia  | 66-80     |

- (¹) – En Le Mans.

Séptimo lugar
| Fecha | Hora  | Partido¹ | Partido¹ | Partido¹   | Resultado |
| ----- | ----- | -------- | -------- | ---------- | --------- |
| 23.09 | 09:15 | Hungría  | -        | Eslovaquia | 79-68     |

- (¹) – En Le Mans.

Quinto lugar
| Fecha | Hora  | Partido¹   | Partido¹ | Partido¹ | Resultado |
| ----- | ----- | ---------- | -------- | -------- | --------- |
| 23.09 | 11:30 | Yugoslavia | -        | Polonia  | 82-76     |

- (¹) – En Le Mans.

## Medallero
| Francia | Rusia | España |

## Plantillas de los equipos medallistas
- Francia:

Laure Savasta, Sandra Le Dréan, Catherine Melain, Edwige Lawson-Wade, Yannick Souvré, Audrey Sauret, Nathalie Lesdema, Sandra Dijon, Dominique Tonnerre, Isabelle Fijalkowski, Lætitia Moussard, Nicole Antibe. Seleccionador: Alain Jardel
- Rusia:

Evgenija Nikonova, Oksana Rachmatulina, Ol'ga Artešina, Anna Archipova, Elena Baranova, Julija Skopa, Elena Chudašova, Marija Stepanova, Marija Kalmjkova, Elena Karpova, Irina Osipova, Ilona Korstin. Seleccionador: Vadim Kapranov.
- España:

Elisa Aguilar, Rosi Sánchez, Nieves Anula, Lourdes Peláez, Sandra Gallego, Marta Zurro, Lidia Mirchandani, Begoña García, Ingrid Pons, Marina Ferragut, Elisabeth Cebrián y Alicia López.

## Estadísticas

### Clasificación general
| 1. Francia         |
| 2. Rusia           |
| 3. España          |
| 4. Lituania        |
| 5. Yugoslavia      |
| 6. Polonia         |
| 7. Hungría         |
| 8. Eslovaquia      |
| 9. República Checa |
| 10. Grecia         |
| 11. Ucrania        |
| 12. Rumania        |

### Máxima anotadora
| N.º | Jugadora              | País       | Puntos |
| --- | --------------------- | ---------- | ------ |
| 1   | Malgorzata Dydek      | Polonia    | 195    |
| 2   | Lara Mandić           | Yugoslavia | 144    |
| 3   | Nieves Anula          | España     | 114    |
| 4   | Slobodanka Maksimović | Yugoslavia | 107    |
| 5   | Isabelle Fijalkowski  | Francia    | 106    |

Fuente: 

### Equipo más anotador
| N.º | Equipo     | Puntos |
| --- | ---------- | ------ |
| 1   | Francia    | 626    |
| 2   | España     | 616    |
| 3   | Yugoslavia | 602    |
| 4   | Polonia    | 591    |
| 5   | Ucrania    | 452    |

Fuente: 